# 卡帕島

卡帕島（英語：Kappa Island），是南極洲的島嶼，處於貝塔島以南和錫塔群島以東，屬於帕默群島中梅爾基奧群島的一部分，在1927年由英國研究隊命名，現時由南極條約體系管理。